# Iredell (Texas)
Iredell es una ciudad ubicada en el condado de Bosque en el estado estadounidense de Texas. En el Censo de 2010 tenía una población de 339 habitantes y una densidad poblacional de 285,78 personas por km².

## Geografía
Iredell se encuentra ubicada en las coordenadas 31°59′10″N 97°52′18″O / 31.98611, -97.87167. Según la Oficina del Censo de los Estados Unidos, Iredell tiene una superficie total de 1.19 km², de la cual 1.16 km² corresponden a tierra firme y (1.97%) 0.02 km² es agua.

## Demografía
Según el censo de 2010, había 339 personas residiendo en Iredell. La densidad de población era de 285,78 hab./km². De los 339 habitantes, Iredell estaba compuesto por el 91.15% blancos, el 0.29% eran afroamericanos, el 2.65% eran amerindios, el 0% eran asiáticos, el 0% eran isleños del Pacífico, el 5.6% eran de otras razas y el 0.29% pertenecían a dos o más razas. Del total de la población el 12.98% eran hispanos o latinos de cualquier raza.